# Mowag T1 4x4
Mowag T1 — швейцарська армійська вантажівка з колісною формулою 4х4

## Історія
В 1953 фірма MOWAG по заказу швейцарського війська розробила просту технологічну армійську автівку з застосуванням запчастин з Dodge WC. Автівка мала назву Т1, з 1953 було виготовлено більш ніж 1600 екземплярів в різних варіантах. Використовувалась в військах до 1995, після чого була розпродані на цивільному ринку. Також автівки використовувались в поліції та пожежних частинах.

## Модифікації
— кунг
— медична допомога
— пожежна автівка